# ナムコスーパーウォーズ
『ナムコスーパーウォーズ』は、2002年10月31日にバンダイから発売したワンダースワンカラー専用のシミュレーションRPGである。当初は2002年4月25日に発売の予定をしていたが後に同年10月31日に半年発売延期をした。

## 概要
ナムコ（現バンダイナムコエンターテインメント）の新旧キャラクターが登場するクロスオーバー作品。後の『NAMCO x CAPCOM』や『PROJECT X ZONE』に引き継がれる。